# Heinrich Karl Beyrich
Heinrich Karl Beyrich (Wernigerode, 22 de março de 1796 – Oklahoma, 15 de setembro de 1834) foi um botânico, briólogo, micólogo e explorador alemão.

## Carreira
Estudou Botânica na Universidade de Göttingen, e até 1819 desenvolveu excursões botânicas através do norte e do leste da Itália. Entre 1822 a 1823 viajou numa expedição científica ao Brasil financiado pelo governo da Prússia, com o objetivo de coletar plantas para os jardins botânicos de Pfaueninsel e de Neu-Schönberger. Em setembro de 1834 efetuou uma expedição para a América do Norte, onde falece no Fort Gibson, localizado no atual Estado de Oklahoma.

## Homenagens
Numerosas espécies foram nomeadas em sua honra, incluindo:
- (Acanthaceae) Amphiscopia beyrichii Nees in Mart.
- (Asteraceae) Erigeron beyrichii Hort. Berol. ex Torr. & A.Gray
- (Asteraceae) Phalacroloma beyrichii Fisch. & C.A.Mey.
- (Brassicaceae) Aethionema beyrichii Tausch
- (Gentianaceae) Centaurium beyrichii B.L.Rob.
- (Krameriaceae) Krameria beyrichii Sporl. ex O.Berg
- (Orchidaceae) Galeandra beyrichii Rchb.f. (orquídea de Beyrich)
- (Orchidaceae) Orchis beyrichii Dalla Torre & Sarnth.